# Ragtime (film, 1927)

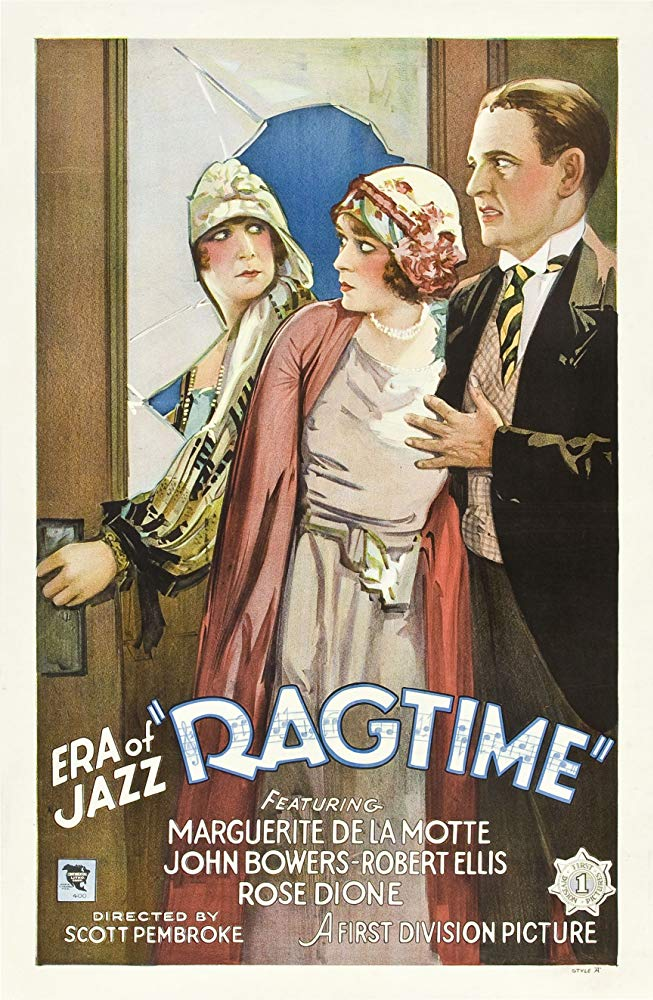
Affiche du film.

Pour l’article homonyme, voir Ragtime.
Ragtime est un film américain réalisé par Scott Pembroke, sorti en 1927.

## Fiche technique
- Réalisation : Scott Pembroke
- Scénario : George Dromgold (en), Joseph A. Mitchell, Jean Plannette
- Producteur : James Ormont
- Photographie : Ernest Miller, Ted Tetzlaff
- Production : James Ormont Productions
- Distributeur : First Division Pictures
- Durée : 70 minutes (7 bobines)[1]
- Date de sortie : 1er septembre 1927

## Distribution
- John Bowers : Ted Mason
- Marguerite De La Motte : Beth Barton
- Robert Ellis : Steve Martin, aka 'Slick'
- Rose Dione : Yvonne Martin, aka 'Goldie'
- William H. Strauss : Max Ginsberg
- Kate Bruce : Mrs. Mason